# وی‌زد هلدینگ
وی‌زد هلدینگ (انگلیسی: VZ Holding) شرکت خدمات مالی و بانکداری سوئیسی است، که در سال ۱۹۹۳ تأسیس شد.